# Liste der Monuments historiques in Frais (Territoire de Belfort)
Die Liste der Monuments historiques in Frais (Territoire de Belfort) führt die Monuments historiques in der französischen Gemeinde Frais auf.

## Liste der Bauwerke
| Bezeichnung | Beschreibung          | Standort | Kennzeichnung | Schutzstatus | Datum | Bild           |
| ----------- | --------------------- | -------- | ------------- | ------------ | ----- | -------------- |
| Wegekreuz   | Stein, 1760 errichtet | (Lage)   | PA00101149    | Classé       | 1980  | weitere Bilder |